# 奥真紀子
奥 真紀子（おく まきこ、5月15日 - ）は、日本の女性声優。東京都出身。
以前はアーツビジョン、銀影社に所属していた。

## 出演作品

### テレビアニメ
- 学園アリス（念戸カオル、記憶君、聴覚君、念動力君 ほか多数）
- 最遊記RELOAD GUNLOCK（子供）
- 住めば都のコスモス荘 すっとこ大戦ドッコイダー
- D.C.S.S. 〜ダ・カーポ セカンドシーズン〜（子供）
- ぱにょぱにょデ・ジ・キャラット（アナウンサー）
- 花右京メイド隊 La Verite（警備部メイド）
- ぴたテン（男の子、女の子、男子生徒、女子生徒、悪ガキ）
- 魔探偵ロキRAGNAROK（OL、近所の奥さん、女の子A、通行人A、女性客 ほか多数）

### OVA
- クイズマジックアカデミー（ラスク）

### ゲーム
- クイズマジックアカデミーシリーズ（ラスク）

2008年
- クイズマジックアカデミーDS（ラスク）

2010年
- クイズマジックアカデミーDS 〜二つの時空石〜（ラスク）

### CDドラマ
- 桜蘭高校ホスト部（女子生徒、ナース ほか多数）

### 映画
- ルナの子供（美月）